# Johnrehnia triramosa
Johnrehnia triramosa är en kackerlacksart som först beskrevs av Henri Saussure 1869.  Johnrehnia triramosa ingår i släktet Johnrehnia och familjen småkackerlackor. Inga underarter finns listade i Catalogue of Life.